# Pradilla de Ebro
Pradilla de Ebro ist ein nordspanischer Ort und eine Gemeinde (municipio) mit 546 Einwohnern (Stand: 2024) in der Provinz Saragossa in der Autonomen Gemeinschaft Aragonien.

## Lage und Klima
Pradilla de Ebro liegt am Fluss Ebro etwa 40 Kilometer (Fahrtstrecke) nordwestlich der Stadt Saragossa in einer Höhe von ca. 230 m. Das Klima ist gemäßigt bis warm; Regen (ca. 399 mm/Jahr) fällt mit Ausnahme der Sommermonate übers Jahr verteilt.

## Bevölkerungsentwicklung
| Jahr      | 1857 | 1981 | 1991 | 2001 | 2011 | 2021 |
| Einwohner | 879  | 758  | 699  | 639  | 619  | 534  |

Die Mechanisierung der Landwirtschaft, die Aufgabe bäuerlicher Kleinbetriebe und der damit verbundene Verlust von Arbeitsplätzen führten in der zweiten Hälfte des 20. Jahrhunderts zu einem Rückgang der Bevölkerungszahl (Landflucht).